# ジェローム・カール
ジェローム・カール（Jerome Karle, 1918年6月18日 – 2013年6月6日）は、アメリカ合衆国の物理化学者。ニューヨークで生まれ、ブルックリンのアブラハムリンカーン高等学校に通った。1985年にはハーバート・ハウプトマンとともにノーベル化学賞を受賞した。
学士号は1937年にニューヨーク市立大学シティカレッジから、修士号は1938年にハーバード大学から、博士号は1944年にミシガン大学から授与された。
彼はシカゴ大学で行われたマンハッタン計画に妻のイザベラ・カールとともに参加した。イザベラは計画に参加した中で最も若い科学者で、数少ない女性の1人だった。2006年7月現在、夫妻はワシントンD.C.にあるアメリカ海軍の研究所で働いている。

## 参照
- | [icon] | この節の加筆が望まれています。 |